# Daddy-Long-Legs (1919)
Daddy-Long-Legs (As Pernas Altas do Papá (título em Portugal) ) é um filme mudo estado-unidense a preto e branco do género comédia dramática, realizado por Marshall Neilan e escrito por Agnes Christine Johnston, com base no romance homónimo de Jean Webster. Foi protagonizado por Mary Pickford. Estreou-se nos Estados Unidos a 11 de maio de 1919 e em Portugal a 20 de dezembro de 1921.

## Sinopse
Um misterioso benfeitor permite que a jovem órfã Jerusha Abbott, apelidada de Judy, frequente uma universidade exclusiva. Judy, que não conhece nada do homem, mantém contacto com ele somente através das cartas, que torna-se uma espécie de diário do seu progresso nos estudos e na vida. Durante o período da sua estadia no campus, Judy esconde das seus colegas as suas origens, a fingir ser de uma família rica, mas quando ela se encontra com o tio rico da sua amiga Julia Pendleton e se apaixona, é forçada a rejeitar a sua proposta de casamento, por causa do seu próprio segredo.

## Elenco
- Mary Pickford como Jerusha "Judy" Abbott
- Milla Davenport como senhora Lippett
- Percy Haswell como senhora Pritchard
- Fay Lemport como Angelina Gwendolin Rosalind "Angie" Wykoff
- Mahlon Hamilton como Jarvis Pendleton
- Lillian Langdon como senhora Pendleton
- Betty Bouton como Julia "Julie" Pendleton
- Audrey Chapman como Sallie "Sally" Mc Bride
- Marshall Neilan como Jimmie Mc Bride
- Carrie Clark Ward como senhora Semple
- Wesley Barry como órfão (não creditado)
- True Eames Boardman como órfão (não creditado)
- Jeanne Carpenter (não creditada)
- Estelle Evans (não creditada)
- Fred Huntley (não creditado)
- Frankie Lee (não creditado)
- Joan Marsh (não creditada)